# Olej lniany

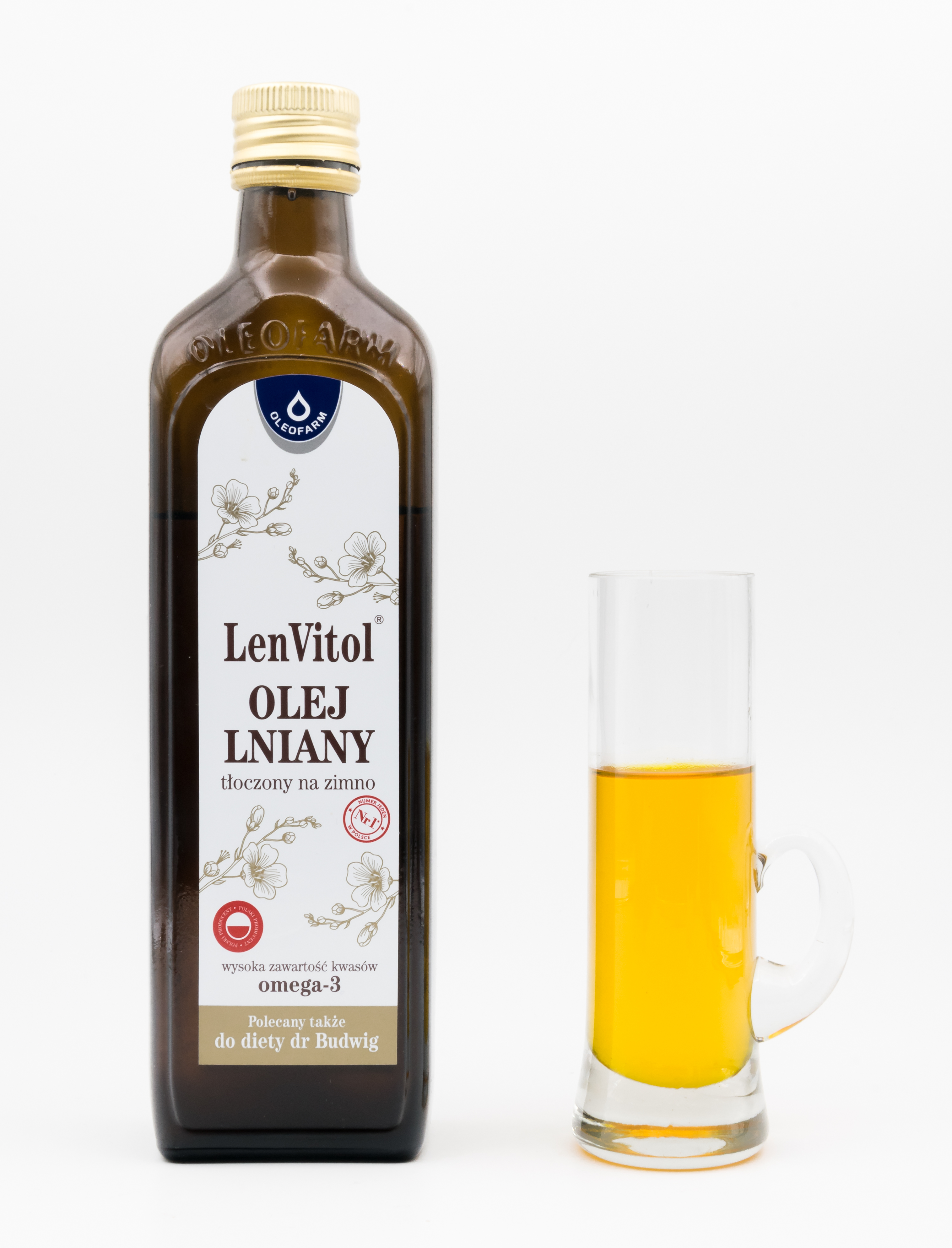
Olej lniany

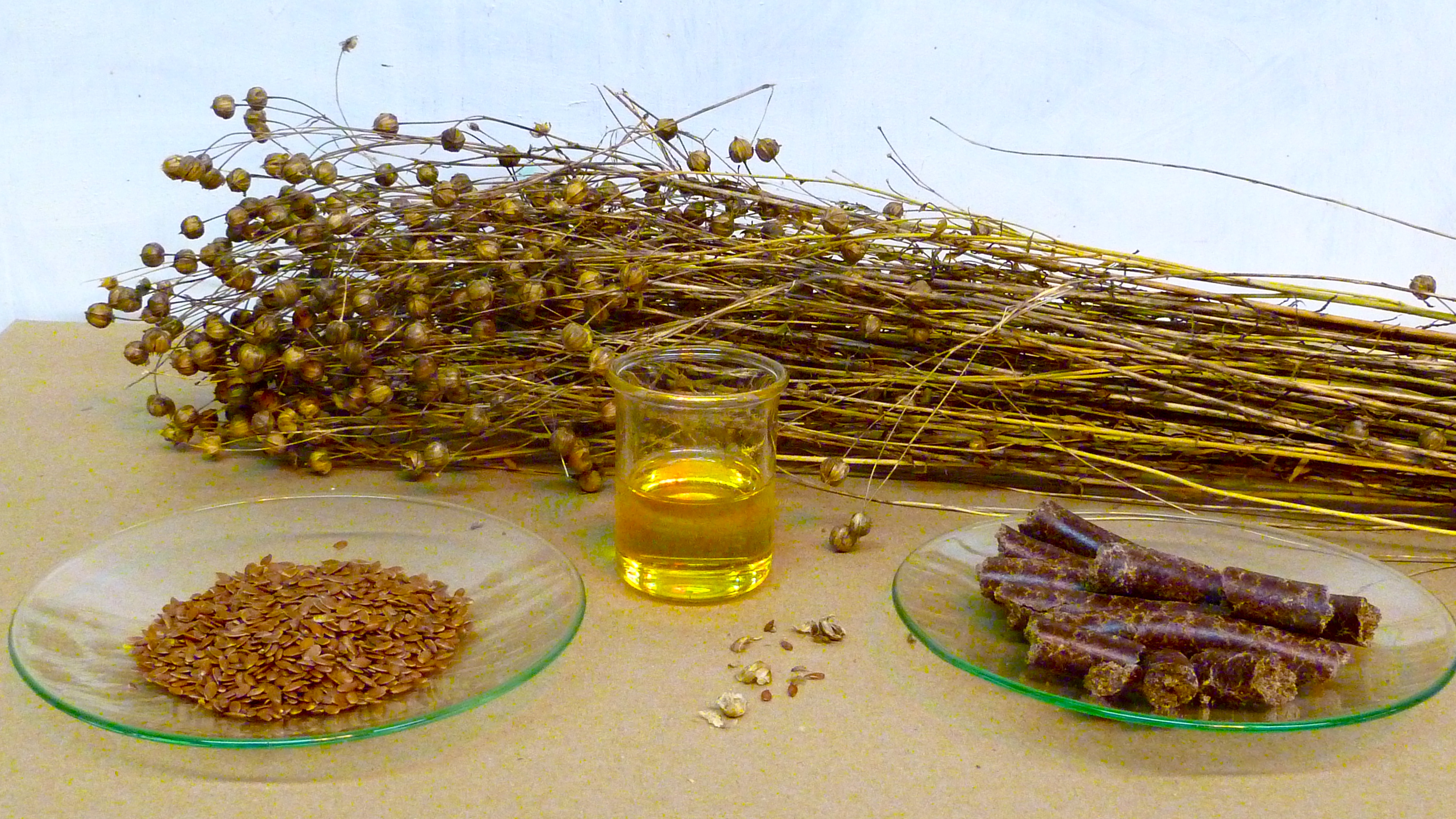
Nasiona lnu, olej lniany i pasza z wytłoków

Olej lniany (łac. Oleum Lini) – poprzez tłoczenie na zimno nasion lnu zwyczajnego (Linum usitatissimum) otrzymywany jest olej roślinny o żółtawym zabarwieniu i intensywnym, cierpkim zapachu. Znany już w starożytnym Egipcie. Współcześnie wykorzystywany do celów spożywczych i przemysłowych. Jako tłuszcz jadalny stracił na znaczeniu ze względu na stosunkowo wysoką cenę i specyficzny smak. Jako surowiec przemysłowy olej lniany był wykorzystywany ze względu na zdolność polimeryzacji pod wpływem światła i tlenu atmosferycznego.

## Cechy
| Skład:                        | powyżej 50% kwasu linolenowego (omega-3), 15% kwasu linolowego (omega-6), 15% kwasu oleinowego (omega-9) oraz niewielkie ilości nasyconych kwasów tłuszczowych |
| Kategoria:                    | olej schnący |
| Ważność:                      | po otwarciu tylko 3–4 tygodnie |
| Wytrzymałość na temperatury:  | nie ogrzewać; ochłodzony do temp. -20 °C staje się miękką masą |
| Gęstość względna:             | ok. 0,931 |
| Wskaźnik odbicia:             | ok. 1,48 |
| Wskaźnik jodu:                | 160–200 |
| Wskaźnik mydlenia:            | 188–195 |
| Udział % w gotowym produkcie: | |
| Zastosowanie                  | - w recepturze aptecznej stosowany jest do sporządzania leków magistralnych oraz preparatów galenowych: mazidła wapniowego (Linimentum Calcareum) oraz mydła potasowego (Sapo kalinus), a także jako składowa niektórych maści, kremów, past, czopków, plastrów i in.. - w przemyśle spożywczym – niegdyś stosowany powszechnie, obecnie coraz częściej, ze względu na wysoką zawartość kwasów omega-3. Obecnie uzyskiwane produkty spożywcze dzięki procesom rafinacji, odpowiedniego przechowywania – ciemne szkło, chłodziarka, brak dostępu tlenu i sposób wytłaczania (na zimno) zyskują coraz dłuższe terminy przydatności do spożycia nawet 6 miesięcy w przypadku olejów butelkowanych, przy czym im więcej kwasów omega-3, tym krótszy termin przydatności. - w Małopolsce tradycyjnie był stosowany jako podstawowy tłuszcz spożywczy w okresach postnych, w tym w Wigilię; - suplementy diety – dostępne produkty zawierające olej lniany są najbogatszym źródłem omega-3 o długim okresie przydatności; - do celów artystycznych – do zabezpieczania powierzchni malowideł i polichromowanych rzeźb, jako spoiwo i medium w malarstwie; - jako surowiec przemysłowy; - w przemyśle kosmetycznym. |

## W dietetyce
W 1952 roku niemiecka biochemik Johanna Budwig stworzyła dietę znaną pod nazwą dieta dr Budwig (dieta budwigowa), mającą wspomagać leczenie nowotworów, a także chorób serca i cukrzycy. Jej istotnym elementem jest olej lniany wysokolinolenowy i zawarty w nim kwas tłuszczowy omega-3.
Rozwojowi raka piersi po menopauzie sprzyja duże spożycie tłuszczów wielonienasyconych typu omega-6 (obecnych zwłaszcza w oleju roślinnym z soi, kukurydzy, słonecznika i innych olejach z nasion, w margarynie), np. kwasu linolowego, przy niedostatku tłuszczów wielonienasyconych omega-3 (zawartych w oleju rybnym, ale również w lnianym).
Tłuszcze wielonienasycone omega-6 przy niedostatku tłuszczów wielonienasyconych omega-3 stymulują wzrost nowotworów prostaty, przyśpieszają postęp histopatologiczny i zmniejszają przeżywalność pacjentów z rakiem prostaty, podczas gdy tłuszcze wielonienasycone omega-3 (m.in. w oleju lnianym wysokolinolenowym) mają odwrotne, pozytywne działanie.